# U17-Europamästerskapet i fotboll för herrar 2018
U17-Europamästerskapet i fotboll för herrar 2018 var den 17:e upplagan av U17-Europamästerskapet (36:e ifall man räknar med då turneringen var U16). Turneringen spelas i England 4–20 maj 2018.
Turneringen var öppen för spelare som är födda 1 januari 2001 eller senare. Varje match pågick i 80 minuter med två halvlekar uppdelade på vardera 40 minuter.

## Gruppspel

### Grupp A
| Nr | Lag     | S | V | O | F | GM | IM | MS | P |
| -- | ------- | - | - | - | - | -- | -- | -- | - |
| 1  | Italien | 3 | 2 | 0 | 1 | 5  | 2  | +3 | 6 |
| 2  | England | 3 | 2 | 0 | 1 | 4  | 3  | +1 | 6 |
| 3  | Schweiz | 3 | 2 | 0 | 1 | 4  | 2  | +2 | 6 |
| 4  | Israel  | 3 | 0 | 0 | 3 | 1  | 7  | −6 | 0 |

| Nr | Lag     | S | V | O | F | GM | IM | MS | P |
| -- | ------- | - | - | - | - | -- | -- | -- | - |
| 1  | Italien | 2 | 1 | 0 | 1 | 3  | 2  | +1 | 3 |
| 2  | England | 2 | 1 | 0 | 1 | 2  | 2  | 0  | 3 |
| 3  | Schweiz | 2 | 1 | 0 | 1 | 1  | 2  | −1 | 3 |

|             | 4 maj 2018  | Italien                                   | 2 – 0           | Schweiz | St George's Park                                    |                                                     |
| 13:00 UTC+1 | 13:00 UTC+1 | Jean Freddi Greco 22′ Edoardo Vergani 64′ | (1 – 0) Rapport |         | Burton Publik: 488 Domare: Zbyněk Proske (Tjeckien) | Burton Publik: 488 Domare: Zbyněk Proske (Tjeckien) |
| 13:00 UTC+1 | 13:00 UTC+1 |                                           |                 |         | Burton Publik: 488 Domare: Zbyněk Proske (Tjeckien) | Burton Publik: 488 Domare: Zbyněk Proske (Tjeckien) |
| 13:00 UTC+1 | 13:00 UTC+1 |                                           |                 |         | Burton Publik: 488 Domare: Zbyněk Proske (Tjeckien) | Burton Publik: 488 Domare: Zbyněk Proske (Tjeckien) |

|             | 4 maj 2018  | England                               | 2 – 1           | Israel                   | Proact Stadium                                                |                                                               |
| 19:00 UTC+1 | 19:00 UTC+1 | Tommy Doyle 29′ (str.) Matty Daly 61′ | (1 – 1) Rapport | 40+1′ (str.) Dan Lugassy | Chesterfield Publik: 6 102 Domare: Halil Umut Meler (Turkiet) | Chesterfield Publik: 6 102 Domare: Halil Umut Meler (Turkiet) |
| 19:00 UTC+1 | 19:00 UTC+1 |                                       |                 |                          | Chesterfield Publik: 6 102 Domare: Halil Umut Meler (Turkiet) | Chesterfield Publik: 6 102 Domare: Halil Umut Meler (Turkiet) |
| 19:00 UTC+1 | 19:00 UTC+1 |                                       |                 |                          | Chesterfield Publik: 6 102 Domare: Halil Umut Meler (Turkiet) | Chesterfield Publik: 6 102 Domare: Halil Umut Meler (Turkiet) |

|             | 7 maj 2018  | Schweiz                                  | 3 – 0           | Israel | St George's Park                                   |                                                    |
| 12:30 UTC+1 | 12:30 UTC+1 | Felix Mambimbi 10′, 38′ Tician Tushi 47′ | (2 – 0) Rapport |        | Burton Publik: 259 Domare: Juri Frischer (Estland) | Burton Publik: 259 Domare: Juri Frischer (Estland) |
| 12:30 UTC+1 | 12:30 UTC+1 |                                          |                 |        | Burton Publik: 259 Domare: Juri Frischer (Estland) | Burton Publik: 259 Domare: Juri Frischer (Estland) |
| 12:30 UTC+1 | 12:30 UTC+1 |                                          |                 |        | Burton Publik: 259 Domare: Juri Frischer (Estland) | Burton Publik: 259 Domare: Juri Frischer (Estland) |

|             | 7 maj 2018  | England                                 | 2 – 1           | Italien              | Bescot Stadium                                                 |                                                                |
| 15:00 UTC+1 | 15:00 UTC+1 | Arvin Appiah 64′ Tommy Doyle 69′ (str.) | (0 – 1) Rapport | 14′ Alessio Riccardi | Walsall Publik: 7 159 Domare: Vilhjalmur Thorarinsson (Island) | Walsall Publik: 7 159 Domare: Vilhjalmur Thorarinsson (Island) |
| 15:00 UTC+1 | 15:00 UTC+1 |                                         |                 |                      | Walsall Publik: 7 159 Domare: Vilhjalmur Thorarinsson (Island) | Walsall Publik: 7 159 Domare: Vilhjalmur Thorarinsson (Island) |
| 15:00 UTC+1 | 15:00 UTC+1 |                                         |                 |                      | Walsall Publik: 7 159 Domare: Vilhjalmur Thorarinsson (Island) | Walsall Publik: 7 159 Domare: Vilhjalmur Thorarinsson (Island) |

|             | 10 maj 2018 | Schweiz              | 1 – 0           | England | New York Stadium                            |                                             |
| 19:00 UTC+1 | 19:00 UTC+1 | Felix Mambimbi 40+1′ | (1 – 0) Rapport |         | Rotherham Domare: Horatiu Fesnic (Rumänien) | Rotherham Domare: Horatiu Fesnic (Rumänien) |
| 19:00 UTC+1 | 19:00 UTC+1 |                      |                 |         | Rotherham Domare: Horatiu Fesnic (Rumänien) | Rotherham Domare: Horatiu Fesnic (Rumänien) |
| 19:00 UTC+1 | 19:00 UTC+1 |                      |                 |         | Rotherham Domare: Horatiu Fesnic (Rumänien) | Rotherham Domare: Horatiu Fesnic (Rumänien) |

|             | 10 maj 2018 | Israel | 0 – 2           | Italien                                       | St George's Park                        |                                         |
| 19:00 UTC+1 | 19:00 UTC+1 |        | (0 – 0) Rapport | 48′ Manu Emmanuel Gyabuaa 55′ Edoardo Vergani | Burton Domare: Tihomir Pejin (Kroatien) | Burton Domare: Tihomir Pejin (Kroatien) |
| 19:00 UTC+1 | 19:00 UTC+1 |        |                 |                                               | Burton Domare: Tihomir Pejin (Kroatien) | Burton Domare: Tihomir Pejin (Kroatien) |
| 19:00 UTC+1 | 19:00 UTC+1 |        |                 |                                               | Burton Domare: Tihomir Pejin (Kroatien) | Burton Domare: Tihomir Pejin (Kroatien) |

### Grupp B
| Nr | Lag       | S | V | O | F | GM | IM | MS | P |
| -- | --------- | - | - | - | - | -- | -- | -- | - |
| 1  | Norge     | 3 | 2 | 1 | 0 | 4  | 1  | +3 | 7 |
| 2  | Sverige   | 3 | 2 | 0 | 1 | 4  | 2  | +2 | 6 |
| 3  | Portugal  | 3 | 1 | 1 | 1 | 4  | 1  | +3 | 4 |
| 4  | Slovenien | 3 | 0 | 0 | 3 | 0  | 8  | −8 | 0 |

|             | 4 maj 2018  | Portugal | 0 – 0   | Norge | Bescot Stadium                                           |                                                          |
| 13:30 UTC+1 | 13:30 UTC+1 |          | Rapport |       | Walsall Publik: 463 Domare: Dennis Higle (Nederländerna) | Walsall Publik: 463 Domare: Dennis Higle (Nederländerna) |
| 13:30 UTC+1 | 13:30 UTC+1 |          |         |       | Walsall Publik: 463 Domare: Dennis Higle (Nederländerna) | Walsall Publik: 463 Domare: Dennis Higle (Nederländerna) |
| 13:30 UTC+1 | 13:30 UTC+1 |          |         |       | Walsall Publik: 463 Domare: Dennis Higle (Nederländerna) | Walsall Publik: 463 Domare: Dennis Higle (Nederländerna) |

|             | 4 maj 2018  | Slovenien | 0 – 2           | Sverige                               | St George's Park                                  |                                                   |
| 19:00 UTC+1 | 19:00 UTC+1 |           | (0 – 2) Rapport | 7′ Fredrik Hammar 23′ Benjamin Nygren | Burton Publik: 338 Domare: Robert Harvey (Irland) | Burton Publik: 338 Domare: Robert Harvey (Irland) |
| 19:00 UTC+1 | 19:00 UTC+1 |           |                 |                                       | Burton Publik: 338 Domare: Robert Harvey (Irland) | Burton Publik: 338 Domare: Robert Harvey (Irland) |
| 19:00 UTC+1 | 19:00 UTC+1 |           |                 |                                       | Burton Publik: 338 Domare: Robert Harvey (Irland) | Burton Publik: 338 Domare: Robert Harvey (Irland) |

|             | 7 maj 2018  | Norge                  | 2 – 1           | Sverige           | Pirelli Stadium                                      |                                                      |
| 12:30 UTC+1 | 12:30 UTC+1 | Thomas Rekdal 39′, 69′ | (1 – 1) Rapport | 4′ Fredrik Hammar | Burton Publik: 454 Domare: Horatiu Fesnic (Rumänien) | Burton Publik: 454 Domare: Horatiu Fesnic (Rumänien) |
| 12:30 UTC+1 | 12:30 UTC+1 |                        |                 |                   | Burton Publik: 454 Domare: Horatiu Fesnic (Rumänien) | Burton Publik: 454 Domare: Horatiu Fesnic (Rumänien) |
| 12:30 UTC+1 | 12:30 UTC+1 |                        |                 |                   | Burton Publik: 454 Domare: Horatiu Fesnic (Rumänien) | Burton Publik: 454 Domare: Horatiu Fesnic (Rumänien) |

|             | 7 maj 2018  | Slovenien | 0 – 4           | Portugal                                                                   | Proact Stadium                                             |                                                            |
| 15:00 UTC+1 | 15:00 UTC+1 |           | (0 – 2) Rapport | 17′ Félix Correia 35′ Bernardo Silva 62′ Eduardo Ribeiro 79′ Gonçalo Ramos | Chesterfield Publik: 553 Domare: Thihomir Pejin (Kroatien) | Chesterfield Publik: 553 Domare: Thihomir Pejin (Kroatien) |
| 15:00 UTC+1 | 15:00 UTC+1 |           |                 |                                                                            | Chesterfield Publik: 553 Domare: Thihomir Pejin (Kroatien) | Chesterfield Publik: 553 Domare: Thihomir Pejin (Kroatien) |
| 15:00 UTC+1 | 15:00 UTC+1 |           |                 |                                                                            | Chesterfield Publik: 553 Domare: Thihomir Pejin (Kroatien) | Chesterfield Publik: 553 Domare: Thihomir Pejin (Kroatien) |

|             | 10 maj 2018 | Norge                        | 2 – 0           | Slovenien | Loughborough University Stadium             |                                             |
| 13:00 UTC+1 | 13:00 UTC+1 | Leo Cornic 32′ Oscar Aga 38′ | (2 – 0) Rapport |           | Loughborough Domare: Robert Harvey (Irland) | Loughborough Domare: Robert Harvey (Irland) |
| 13:00 UTC+1 | 13:00 UTC+1 |                              |                 |           | Loughborough Domare: Robert Harvey (Irland) | Loughborough Domare: Robert Harvey (Irland) |
| 13:00 UTC+1 | 13:00 UTC+1 |                              |                 |           | Loughborough Domare: Robert Harvey (Irland) | Loughborough Domare: Robert Harvey (Irland) |

|             | 10 maj 2018 | Sverige             | 1 – 0           | Portugal | Pirelli Stadium                        |                                        |
| 13:00 UTC+1 | 13:00 UTC+1 | Rasmus Wikström 16′ | (1 – 0) Rapport |          | Burton Domare: Juri Frischer (Estland) | Burton Domare: Juri Frischer (Estland) |
| 13:00 UTC+1 | 13:00 UTC+1 |                     |                 |          | Burton Domare: Juri Frischer (Estland) | Burton Domare: Juri Frischer (Estland) |
| 13:00 UTC+1 | 13:00 UTC+1 |                     |                 |          | Burton Domare: Juri Frischer (Estland) | Burton Domare: Juri Frischer (Estland) |

### Grupp C
| Nr | Lag                     | S | V | O | F | GM | IM | MS | P |
| -- | ----------------------- | - | - | - | - | -- | -- | -- | - |
| 1  | Belgien                 | 3 | 3 | 0 | 0 | 7  | 0  | +7 | 9 |
| 2  | Irland                  | 3 | 2 | 0 | 1 | 3  | 2  | +1 | 6 |
| 3  | Bosnien och Hercegovina | 3 | 1 | 0 | 2 | 3  | 8  | −5 | 3 |
| 4  | Danmark                 | 3 | 0 | 0 | 3 | 2  | 5  | −3 | 0 |

|             | 5 maj 2018  | Danmark                                    | 2 – 3           | Bosnien och Hercegovina                      | Loughborough University Stadium                          |                                                          |
| 12:30 UTC+1 | 12:30 UTC+1 | Nikolas Dyhr 7′ Andreas Kirkeby 71′ (str.) | (1 – 0) Rapport | 47′, 72′ Malik Memišević 76′ Nemanja Nikolić | Loughborough Publik: 658 Domare: Juri Frischer (Estland) | Loughborough Publik: 658 Domare: Juri Frischer (Estland) |
| 12:30 UTC+1 | 12:30 UTC+1 |                                            |                 |                                              | Loughborough Publik: 658 Domare: Juri Frischer (Estland) | Loughborough Publik: 658 Domare: Juri Frischer (Estland) |
| 12:30 UTC+1 | 12:30 UTC+1 |                                            |                 |                                              | Loughborough Publik: 658 Domare: Juri Frischer (Estland) | Loughborough Publik: 658 Domare: Juri Frischer (Estland) |

|             | 5 maj 2018  | Irland | 0 – 2           | Belgien                              | Loughborough University Stadium                                   |                                                                   |
| 17:45 UTC+1 | 17:45 UTC+1 |        | (0 – 1) Rapport | 34′ Sekou Sidibe 68′ Yorbe Vertessen | Loughborough Publik: 824 Domare: Vilhjalmur Thorarinsson (Island) | Loughborough Publik: 824 Domare: Vilhjalmur Thorarinsson (Island) |
| 17:45 UTC+1 | 17:45 UTC+1 |        |                 |                                      | Loughborough Publik: 824 Domare: Vilhjalmur Thorarinsson (Island) | Loughborough Publik: 824 Domare: Vilhjalmur Thorarinsson (Island) |
| 17:45 UTC+1 | 17:45 UTC+1 |        |                 |                                      | Loughborough Publik: 824 Domare: Vilhjalmur Thorarinsson (Island) | Loughborough Publik: 824 Domare: Vilhjalmur Thorarinsson (Island) |

|             | 8 maj 2018  | Irland         | 1 – 0           | Danmark | St George's Park                        |                                         |
| 13:00 UTC+1 | 13:00 UTC+1 | Troy Parrot 4′ | (1 – 0) Rapport |         | Burton Domare: Zbynek Proske (Tjeckien) | Burton Domare: Zbynek Proske (Tjeckien) |
| 13:00 UTC+1 | 13:00 UTC+1 |                |                 |         | Burton Domare: Zbynek Proske (Tjeckien) | Burton Domare: Zbynek Proske (Tjeckien) |
| 13:00 UTC+1 | 13:00 UTC+1 |                |                 |         | Burton Domare: Zbynek Proske (Tjeckien) | Burton Domare: Zbynek Proske (Tjeckien) |

|             | 8 maj 2018  | Bosnien och Hercegovina | 0 – 4           | Belgien                                                          | New York Stadium                                |                                                 |
| 19:00 UTC+1 | 19:00 UTC+1 |                         | (0 – 2) Rapport | 17′ Yorbe Vertessen 29′ Jamie Yayi Mpie 63′, 79′ Gabriel Lemoine | Rotherham Domare: Dennis Higler (Nederländerna) | Rotherham Domare: Dennis Higler (Nederländerna) |
| 19:00 UTC+1 | 19:00 UTC+1 |                         |                 |                                                                  | Rotherham Domare: Dennis Higler (Nederländerna) | Rotherham Domare: Dennis Higler (Nederländerna) |
| 19:00 UTC+1 | 19:00 UTC+1 |                         |                 |                                                                  | Rotherham Domare: Dennis Higler (Nederländerna) | Rotherham Domare: Dennis Higler (Nederländerna) |

|             | 11 maj 2018 | Bosnien och Hercegovina | 0 – 2           | Irland                           | St George's Park                          |                                           |
| 13:00 UTC+1 | 13:00 UTC+1 |                         | (0 – 0) Rapport | 69′ Troy Parrott 80+4′ Adam Idah | Burton Domare: Halil Umut Meler (Turkiet) | Burton Domare: Halil Umut Meler (Turkiet) |
| 13:00 UTC+1 | 13:00 UTC+1 |                         |                 |                                  | Burton Domare: Halil Umut Meler (Turkiet) | Burton Domare: Halil Umut Meler (Turkiet) |
| 13:00 UTC+1 | 13:00 UTC+1 |                         |                 |                                  | Burton Domare: Halil Umut Meler (Turkiet) | Burton Domare: Halil Umut Meler (Turkiet) |

|             | 11 maj 2018 | Belgien         | 1 – 0           | Danmark | Proact Stadium                                |                                               |
| 13:00 UTC+1 | 13:00 UTC+1 | Jeremy Doku 30′ | (1 – 0) Rapport |         | Chesterfield Domare: Zbyněk Proske (Tjeckien) | Chesterfield Domare: Zbyněk Proske (Tjeckien) |
| 13:00 UTC+1 | 13:00 UTC+1 |                 |                 |         | Chesterfield Domare: Zbyněk Proske (Tjeckien) | Chesterfield Domare: Zbyněk Proske (Tjeckien) |
| 13:00 UTC+1 | 13:00 UTC+1 |                 |                 |         | Chesterfield Domare: Zbyněk Proske (Tjeckien) | Chesterfield Domare: Zbyněk Proske (Tjeckien) |

### Grupp D
| Nr | Lag           | S | V | O | F | GM | IM | MS | P |
| -- | ------------- | - | - | - | - | -- | -- | -- | - |
| 1  | Nederländerna | 3 | 3 | 0 | 0 | 7  | 0  | +7 | 9 |
| 2  | Spanien       | 3 | 2 | 0 | 1 | 6  | 3  | +3 | 6 |
| 3  | Tyskland      | 3 | 1 | 0 | 2 | 4  | 8  | −4 | 3 |
| 4  | Serbien       | 3 | 0 | 0 | 3 | 0  | 6  | −6 | 0 |

|             | 5 maj 2018  | Tyskland | 0 – 3           | Nederländerna                                            | Bescot Stadium                                       |                                                      |
| 15:00 UTC+1 | 15:00 UTC+1 |          | (0 – 3) Rapport | 18′ (str.), 39′ Daishawn Redan 41′ Crysencio Summerville | Walsall Publik: 508 Domare: Tihomir Pejin (Kroatien) | Walsall Publik: 508 Domare: Tihomir Pejin (Kroatien) |
| 15:00 UTC+1 | 15:00 UTC+1 |          |                 |                                                          | Walsall Publik: 508 Domare: Tihomir Pejin (Kroatien) | Walsall Publik: 508 Domare: Tihomir Pejin (Kroatien) |
| 15:00 UTC+1 | 15:00 UTC+1 |          |                 |                                                          | Walsall Publik: 508 Domare: Tihomir Pejin (Kroatien) | Walsall Publik: 508 Domare: Tihomir Pejin (Kroatien) |

|             | 5 maj 2018  | Serbien | 0 – 1           | Spanien         | Pirelli Stadium                                      |                                                      |
| 17:45 UTC+1 | 17:45 UTC+1 |         | (0 – 0) Rapport | 68′ Eric García | Burton Publik: 823 Domare: Horatiu Fesnic (Rumänien) | Burton Publik: 823 Domare: Horatiu Fesnic (Rumänien) |
| 17:45 UTC+1 | 17:45 UTC+1 |         |                 |                 | Burton Publik: 823 Domare: Horatiu Fesnic (Rumänien) | Burton Publik: 823 Domare: Horatiu Fesnic (Rumänien) |
| 17:45 UTC+1 | 17:45 UTC+1 |         |                 |                 | Burton Publik: 823 Domare: Horatiu Fesnic (Rumänien) | Burton Publik: 823 Domare: Horatiu Fesnic (Rumänien) |

|             | 8 maj 2018  | Serbien | 0 – 3           | Tyskland                              | Loughborough University Stadium             |                                             |
| 13:00 UTC+1 | 13:00 UTC+1 |         | (0 – 3) Rapport | 18′ Can Bozdogan 24′, 37′ Leon Dajaku | Loughborough Domare: Robert Harvey (Irland) | Loughborough Domare: Robert Harvey (Irland) |
| 13:00 UTC+1 | 13:00 UTC+1 |         |                 |                                       | Loughborough Domare: Robert Harvey (Irland) | Loughborough Domare: Robert Harvey (Irland) |
| 13:00 UTC+1 | 13:00 UTC+1 |         |                 |                                       | Loughborough Domare: Robert Harvey (Irland) | Loughborough Domare: Robert Harvey (Irland) |

|             | 8 maj 2018  | Nederländerna                             | 2 – 0           | Spanien | Pirelli Stadium                           |                                           |
| 19:00 UTC+1 | 19:00 UTC+1 | Daishawn Redan 13′ Arnau Tenas 68′ (sjm.) | (1 – 0) Rapport |         | Burton Domare: Halil Umut Meler (Turkiet) | Burton Domare: Halil Umut Meler (Turkiet) |
| 19:00 UTC+1 | 19:00 UTC+1 |                                           |                 |         | Burton Domare: Halil Umut Meler (Turkiet) | Burton Domare: Halil Umut Meler (Turkiet) |
| 19:00 UTC+1 | 19:00 UTC+1 |                                           |                 |         | Burton Domare: Halil Umut Meler (Turkiet) | Burton Domare: Halil Umut Meler (Turkiet) |

|             | 11 maj 2018 | Nederländerna          | 2 – 0           | Serbien | Loughborough University Stadium                       |                                                       |
| 19:00 UTC+1 | 19:00 UTC+1 | Bryan Brobbey 26′, 55′ | (1 – 0) Rapport |         | Loughborough Domare: Vilhjalmur Thorarinsson (Island) | Loughborough Domare: Vilhjalmur Thorarinsson (Island) |
| 19:00 UTC+1 | 19:00 UTC+1 |                        |                 |         | Loughborough Domare: Vilhjalmur Thorarinsson (Island) | Loughborough Domare: Vilhjalmur Thorarinsson (Island) |
| 19:00 UTC+1 | 19:00 UTC+1 |                        |                 |         | Loughborough Domare: Vilhjalmur Thorarinsson (Island) | Loughborough Domare: Vilhjalmur Thorarinsson (Island) |

|             | 11 maj 2018 | Spanien                                                                                               | 5 – 1           | Tyskland               | Bescot Stadium                                |                                               |
| 19:00 UTC+1 | 19:00 UTC+1 | Eric García 2′ Nils Mortimer 15′ Alejandro Baena Rodríguez 46′ Nabil Touaizi 65′ Miguel Gutiérrez 79′ | (2 – 0) Rapport | 68′ (sjm.) Eric García | Walsall Domare: Dennis Higler (Nederländerna) | Walsall Domare: Dennis Higler (Nederländerna) |
| 19:00 UTC+1 | 19:00 UTC+1 | |                 |                        | Walsall Domare: Dennis Higler (Nederländerna) | Walsall Domare: Dennis Higler (Nederländerna) |
| 19:00 UTC+1 | 19:00 UTC+1 | |                 |                        | Walsall Domare: Dennis Higler (Nederländerna) | Walsall Domare: Dennis Higler (Nederländerna) |

## Slutspel

### Slutspelsträd
|  | Kvartsfinaler        | Kvartsfinaler        |         |       | Semifinaler | Semifinaler |  |  | Final | Final |
|  |                      |                      |         |       |             |             |  |  |       |       |
|  |                      |                      |         |       |             |             |  |  |       |       |
|  |                      |                      |         |       |             |             |  |  |       |       |
|  | Italien              | 1                    |         |       |             |             |  |  |       |       |
|  | Italien              | 1                    |         |       |             |             |  |  |       |       |
|  | Sverige              | 0                    |         |       |             |             |  |  |       |       |
|  | Sverige              | 0                    | Italien | 2     |             |             |  |  |       |       |
|  |                      |                      | Italien | 2     |             |             |  |  |       |       |
|  |                      | Belgien              | 1       |       |             |             |  |  |       |       |
|  | Belgien              | Belgien              | 1       | 2     |             |             |  |  |       |       |
|  | Belgien              |                      |         | 2     |             |             |  |  |       |       |
|  | Spanien              | 1                    |         |       |             |             |  |  |       |       |
|  | Spanien              | 1                    | Italien | 2 (1) |             |             |  |  |       |       |
|  |                      |                      | Italien | 2 (1) |             |             |  |  |       |       |
|  |                      | Nederländerna (str.) | 2 (4)   |       |             |             |  |  |       |       |
|  | Norge                | Nederländerna (str.) | 2 (4)   | 0     |             |             |  |  |       |       |
|  | Norge                |                      |         | 0     |             |             |  |  |       |       |
|  | England              | 2                    |         |       |             |             |  |  |       |       |
|  | England              | 2                    | England | 0 (5) |             |             |  |  |       |       |
|  |                      |                      | England | 0 (5) |             |             |  |  |       |       |
|  |                      | Nederländerna (str.) | 0 (6)   |       |             |             |  |  |       |       |
|  | Nederländerna (str.) | Nederländerna (str.) | 0 (6)   | 1 (5) |             |             |  |  |       |       |
|  | Nederländerna (str.) |                      |         | 1 (5) |             |             |  |  |       |       |
|  | Irland               | 1 (4)                |         |       |             |             |  |  |       |       |
|  | Irland               | 1 (4)                |         |       |             |             |  |  |       |       |

### Kvartsfinaler
|             | 13 maj 2018 | Italien            | 1 – 0           | Sverige | New York Stadium                                |                                                 |
| 14:00 UTC+1 | 14:00 UTC+1 | Edoardo Vergani 4′ | (1 – 0) Rapport |         | Rotherham Domare: Dennis Higler (Nederländerna) | Rotherham Domare: Dennis Higler (Nederländerna) |
| 14:00 UTC+1 | 14:00 UTC+1 |                    |                 |         | Rotherham Domare: Dennis Higler (Nederländerna) | Rotherham Domare: Dennis Higler (Nederländerna) |
| 14:00 UTC+1 | 14:00 UTC+1 |                    |                 |         | Rotherham Domare: Dennis Higler (Nederländerna) | Rotherham Domare: Dennis Higler (Nederländerna) |

|             | 13 maj 2018 | Norge | 0 – 2           | England                             | Pirelli Stadium                        |                                        |
| 18:00 UTC+1 | 18:00 UTC+1 |       | (0 – 1) Rapport | 14′ Bobby Duncan 49′ Xavier Amaechi | Burton Domare: Juri Frischer (Estland) | Burton Domare: Juri Frischer (Estland) |
| 18:00 UTC+1 | 18:00 UTC+1 |       |                 |                                     | Burton Domare: Juri Frischer (Estland) | Burton Domare: Juri Frischer (Estland) |
| 18:00 UTC+1 | 18:00 UTC+1 |       |                 |                                     | Burton Domare: Juri Frischer (Estland) | Burton Domare: Juri Frischer (Estland) |

|             | 14 maj 2018 | Belgien                                 | 2 – 1           | Spanien            | Bescot Stadium                         |                                        |
| 13:00 UTC+1 | 13:00 UTC+1 | Yorbe Vertessen 41′ Jamie Yayi Mpie 49′ | (0 – 1) Rapport | 8′ Alejandro Baena | Walsall Domare: Robert Harvey (Irland) | Walsall Domare: Robert Harvey (Irland) |
| 13:00 UTC+1 | 13:00 UTC+1 |                                         |                 |                    | Walsall Domare: Robert Harvey (Irland) | Walsall Domare: Robert Harvey (Irland) |
| 13:00 UTC+1 | 13:00 UTC+1 |                                         |                 |                    | Walsall Domare: Robert Harvey (Irland) | Walsall Domare: Robert Harvey (Irland) |

|             | 14 maj 2018 | Nederländerna                                                                      | 1 – 1                      | Irland                                                         | Proact Stadium                                |                                               |
| 19:00 UTC+1 | 19:00 UTC+1 | Liam van Gelderen 62′                                                              | (0 – 0) Rapport            | 64′ Troy Parrott                                               | Chesterfield Domare: Zbynek Proske (Tjeckien) | Chesterfield Domare: Zbynek Proske (Tjeckien) |
| 19:00 UTC+1 | 19:00 UTC+1 |                                                                                    |                            |                                                                | Chesterfield Domare: Zbynek Proske (Tjeckien) | Chesterfield Domare: Zbynek Proske (Tjeckien) |
| 19:00 UTC+1 | 19:00 UTC+1 | Wouter Burger Mohammed Amine Ihattaren Brian Brobbey Jurriën Timber Daishawn Redan | Straffsparksläggning 5 – 4 | Adam Idah Troy Parrott Max Murphy Jason Knight Callum Thompson | Chesterfield Domare: Zbynek Proske (Tjeckien) | Chesterfield Domare: Zbynek Proske (Tjeckien) |

### Semifinaler
|             | 17 maj 2018 | Italien                                       | 2 – 1           | Belgien             | New York Stadium                                   |                                                    |
| 13:00 UTC+1 | 13:00 UTC+1 | Manu Emmanuel Gyabuaa 31′ Edoardo Vergani 71′ | (1 – 0) Rapport | 57′ Yorbe Vertessen | Rotherham Domare: Vilhjalmur Thorarinsson (Island) | Rotherham Domare: Vilhjalmur Thorarinsson (Island) |
| 13:00 UTC+1 | 13:00 UTC+1 |                                               |                 |                     | Rotherham Domare: Vilhjalmur Thorarinsson (Island) | Rotherham Domare: Vilhjalmur Thorarinsson (Island) |
| 13:00 UTC+1 | 13:00 UTC+1 |                                               |                 |                     | Rotherham Domare: Vilhjalmur Thorarinsson (Island) | Rotherham Domare: Vilhjalmur Thorarinsson (Island) |

|             | 17 maj 2018 | England                                                                                   | 0 – 0                      | Nederländerna                                                                               | Proact Stadium                                 |                                                |
| 19:00 UTC+1 | 19:00 UTC+1 |                                                                                           | Rapport                    |                                                                                             | Chesterfield Domare: Horatiu Fesnic (Rumänien) | Chesterfield Domare: Horatiu Fesnic (Rumänien) |
| 19:00 UTC+1 | 19:00 UTC+1 |                                                                                           |                            |                                                                                             | Chesterfield Domare: Horatiu Fesnic (Rumänien) | Chesterfield Domare: Horatiu Fesnic (Rumänien) |
| 19:00 UTC+1 | 19:00 UTC+1 | Tyreece John-Jules Matty Daly Bukayo Saka Luca Ashby-Hammond Arvin Appiah Folarin Balogun | Straffsparksläggning 5 – 6 | Wouter Burger Mohammed Ihattaren Ramon Hendriks Elayis Tavsan Jurriën Timber Quinten Timber | Chesterfield Domare: Horatiu Fesnic (Rumänien) | Chesterfield Domare: Horatiu Fesnic (Rumänien) |

### Final
|             | 20 maj 2018 | Italien                                         | 2 – 2                      | Nederländerna                                                  | New York Stadium                             |                                              |
| 18:15 UTC+1 | 18:15 UTC+1 | Samuele Ricci 61′ Alessio Riccardi 63′          | (0 – 0) Rapport            | 46′ Jurriën Timber 74′ Brian Brobbey                           | Rotherham Domare: Halil Umut Meler (Turkiet) | Rotherham Domare: Halil Umut Meler (Turkiet) |
| 18:15 UTC+1 | 18:15 UTC+1 |                                                 |                            |                                                                | Rotherham Domare: Halil Umut Meler (Turkiet) | Rotherham Domare: Halil Umut Meler (Turkiet) |
| 18:15 UTC+1 | 18:15 UTC+1 | Nicolò Armini Edoardo Vergani Jean Freddi Greco | Straffsparksläggning 1 – 4 | Wouter Burger Mohammed Ihattaren Jurriën Timber Ramon Hendriks | Rotherham Domare: Halil Umut Meler (Turkiet) | Rotherham Domare: Halil Umut Meler (Turkiet) |